# Crossbow II
Pour les articles homonymes, voir Crossbow.
Crossbox II est un prao, spécialement construit dans le but d'améliorer le record de vitesse à la voile déjà détenu par le britannique Timothy Colman. Il réalise cette performance à 31,8 nœuds l'année de sa mise à l'eau en 1976, puis l'améliore à 36 nœuds en 1980, et conserve ce titre jusqu'en 1986.
Il prend ainsi la suite de Crossbow, du même propriétaire, et ancien détenteur du premier record de vitesse à 26,3 nœuds, homologué par le World Sailing Speed Record Council en 1972.

## Histoire
Crossbow II a été construit dans le but de battre le record de vitesse à la voile déjà détenu par l'anglais Timothy Colman avec Crossbow, et homologué par le World Sailing Speed Record Council à Portland. À la demande de Timothy Colman, il est conçu par Roderick Macalpine-Downie (en), et construit au chantier de Tim Whelpton à Upton (comté de Norfolk).

## Records détenus
Le 30 septembre 1976, Crossbow II devient le voilier le plus rapide du monde sur 500 m à une allure de 31,8 nœuds, son record amélioré jusqu'à 36 nœuds en 1980 sera battu par la planche à voile du français Pascal Maka en 1986.

## Caractéristiques
Le voilier de type « prao atlantique » est long de 18 m pour 6 m de large. Il est singulier par le fait que chaque coque a son propre mât et sa propre voile pour constituer un gréement double. De plus, les deux coques ne sont pas positionnées symétriquement : le flotteur sous le vent est positionné plus en avant que la coque au vent pour réduire l'interférence aérodynamique entre les deux voiles. Ses 5 équipiers se trouvent sur la coque au vent.